# Saltera sarcocolla
Saltera sarcocolla är en tvåhjärtbladig växtart som först beskrevs av Carl von Linné, och fick sitt nu gällande namn av Arthur Allman Bullock. Saltera sarcocolla ingår i släktet Saltera och familjen Penaeaceae. Inga underarter finns listade i Catalogue of Life.

## Bildgalleri

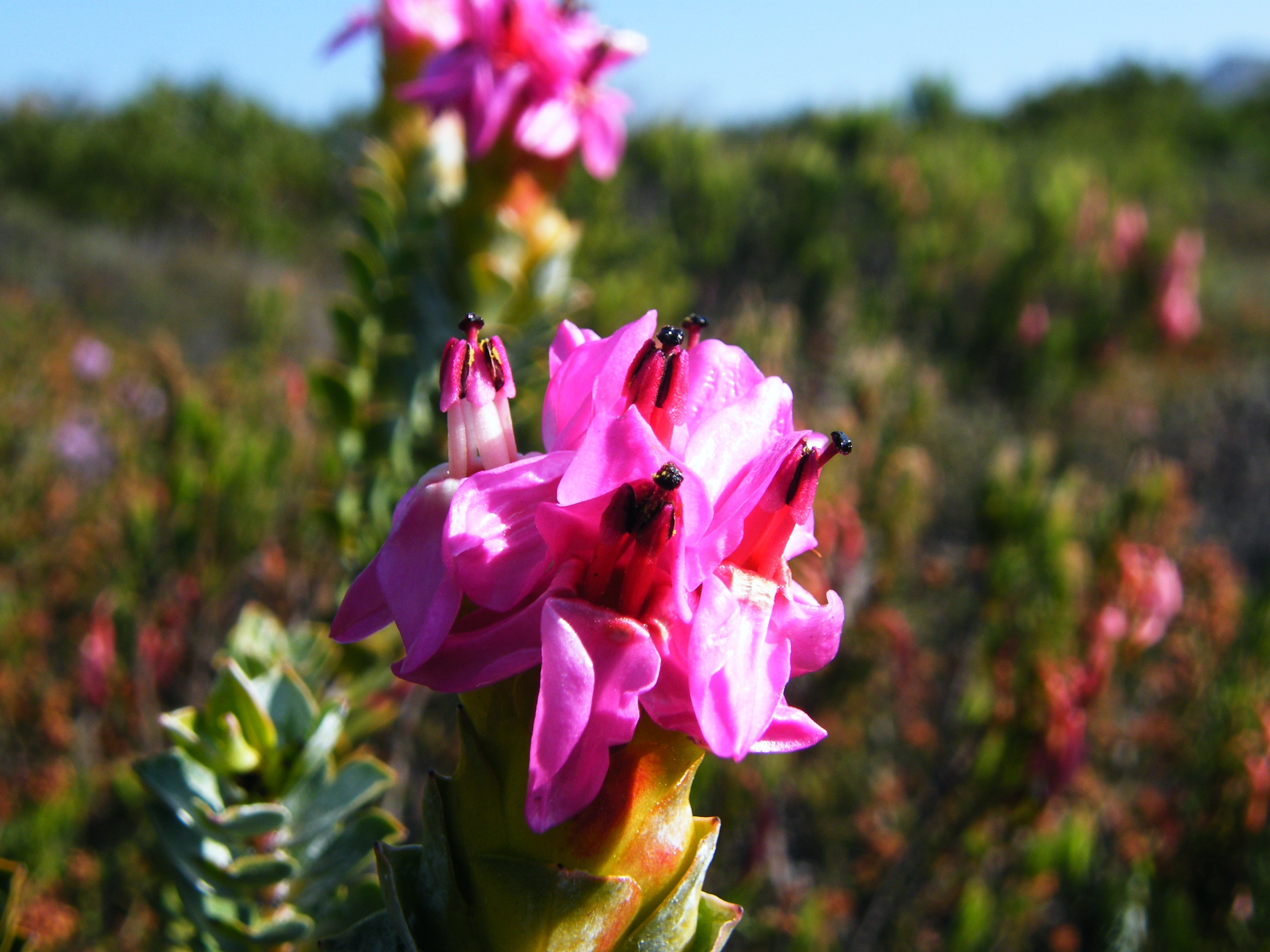
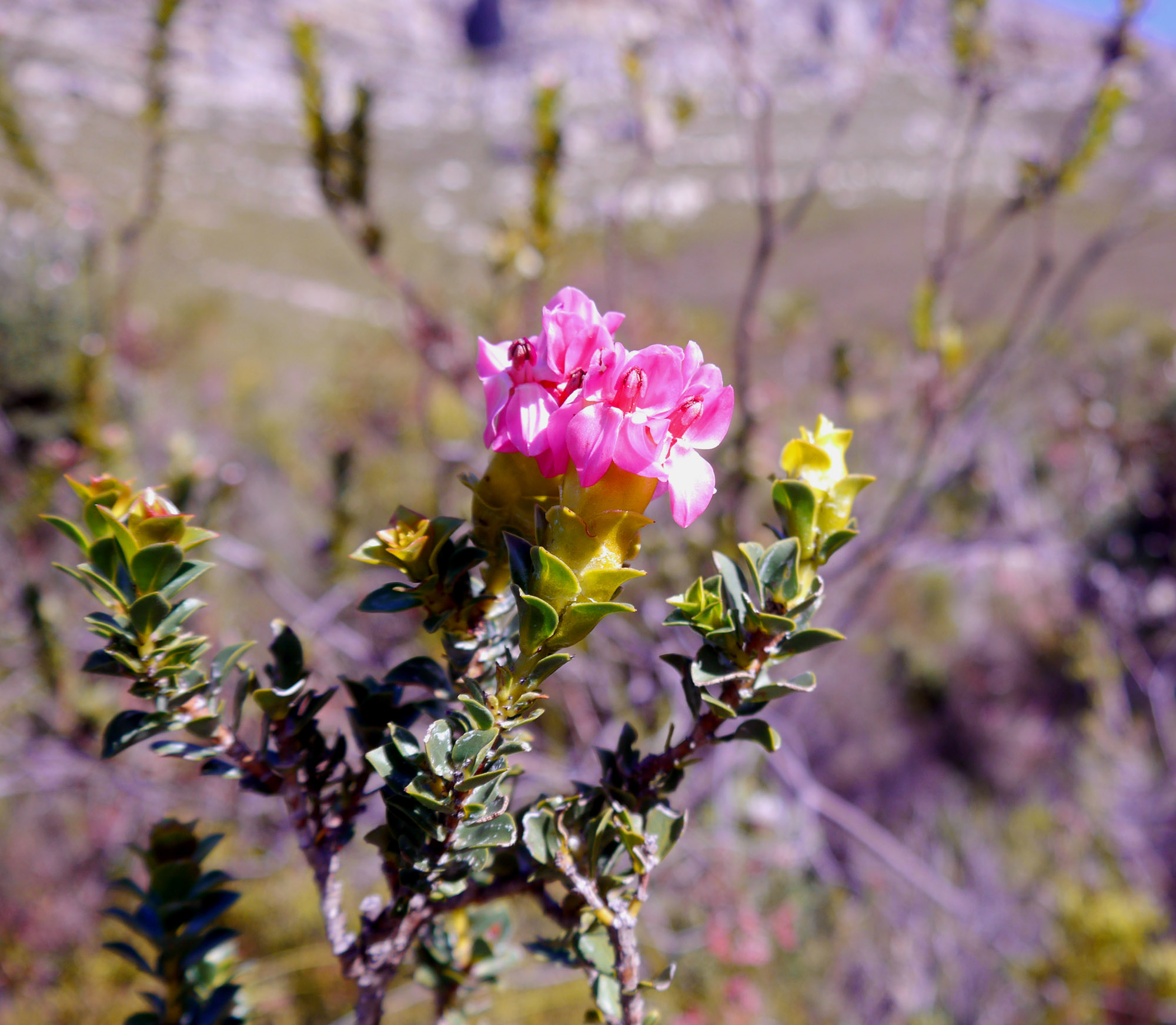
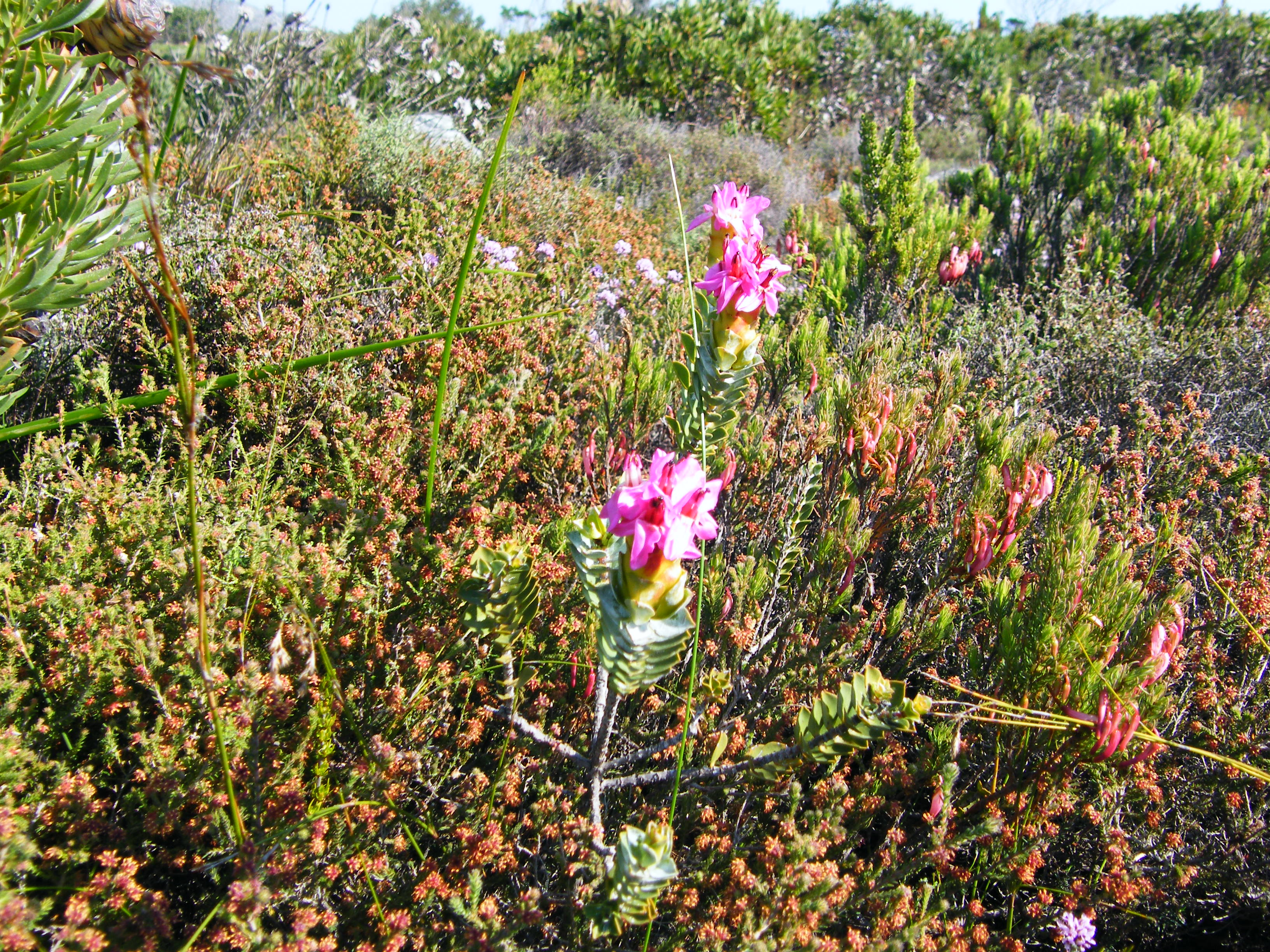